# Love Cook
Albums de Ai Ōtsuka
Love Jam
(2004) Love Piece
(2007)
Singles
Love Cook est le 3e album de Ai Ōtsuka, sorti sous le label Avex Trax le 14 décembre 2005 au Japon. Il atteint la 1re place du classement de l'Oricon. Il se vend à 334 812 exemplaires la première semaine, et reste classé pendant 55 semaines, pour un total de 835 333 exemplaires vendus. Il sort en format CD, CD+DVD, CD+Picture Book et CD+Photobook. C'est l'album le plus vendu de Ai Ōtsuka à ce jour.

## Liste des titres
| 1.  | 5:09am                                      | 2:52 |
| 2.  | Haneari Tamago (羽ありたまご)               | 4:58 |
| 3.  | Biidama (ビー玉)                            | 4:04 |
| 4.  | Smily                                       | 3:31 |
| 5.  | U-Boat (U-ボート)                           | 4:42 |
| 6.  | Neko ni Fuusen (ネコに風船)                 | 5:13 |
| 7.  | Cherish                                     | 4:51 |
| 8.  | Ramen 3-bun Cooking (ラーメン3分クッキング) | 3:00 |
| 9.  | Tokyo Midnight (東京ミッドナイト)           | 4:56 |
| 10. | Planetarium (プラネタリウム)                | 5:10 |
| 11. | Birthday Song                               | 3:50 |
| 12. | Love Music                                  | 4:30 |

| 1. | Biidama (ビー玉) |  |
| 2. | Cherish          |  |